# مبشر حسن
مبشر حسن (بالأردية: مبشر حسن)؛ (22 يناير 1922 - 14 مارس 2020) حاصل على شهادة الدكتوراه، هو مهندس مدني باكستاني ومدير قسم العلوم ويعرف بعمله في مجال الهندسة الهيدروليكية وله دور سياسي في تطوير باكستان وأسلحة الدمار الشامل.
في عام 1967، شارك مبشر حسن في تأسيس حزب الشعب الباكستاني — وهو قوة سياسية اشتراكية ديمقراطية — مع ذو الفقار علي بوتو وجلال الدين عبد الرحيم. في عام 1972، ساعد حسن بوتو في إنشاء وزارة العلوم، حيث ساعد ماليًا عددًا كبيرًا من العلماء الأكاديميين الباكستانيين في تطبيق العلوم في الحروب. وخلال سبعينيات القرن العشرين، برز مبشر حسن كصانع سياسات عامة فعال وكان في الواقع المستشار العلمي لرئيس الوزراء الثالث، وكان ينظر إليه باعتباره الصوت القوي ومؤيد التكنوقراطية الديمقراطية ومؤيد مركزية الابتكارات التكنولوجية وريادة الأعمال لكل من الأمن الاقتصادي والجغرافي السياسي. ومع ذلك، فبعد عزل رئيس الوزراء بوتو، أصبح مبشر حسن مضطربًا، ونجحت الحكومة العسكرية للجنرال ضياء الحق في إسكاته.

## السيرة الذاتية
ولد مبشر حسن في بانيبات، هاريانا لفئة تتحدث الأردية، والتحق بجامعة البنجاب في عام 1947 قبل تأسيس باكستان، وحصل على بكالوريوس في الهندسة المدنية. في خمسينيات القرن العشرين، كما سافر إلى الولايات المتحدة حيث حصل على ماجستير في الهندسة المدنية من جامعة ولاية آيوا، وأخيرًا حصل على دكتوراه في الهندسة المدنية بعد تقديم رسالة دكتوراه عن المشاكل الأساسية في مجال الهندسة الهيدروليكية وحلها، وهو تخصص فرعي من الهندسة المدنية.
بعد عودته إلى باكستان الغربية، انضم مبشر حسن لدورات التدريس في جامعة الهندسة والتكنولوجيا بمدينة لاهور في مجال الهندسة المدنية التي ظلت شغفه مدى الحياة. بدأت فلسفته السياسية في الظهور عام 1967، بعد أن شهد حرب عام 1965 مع الهند. وفي عام 1967، نشر حسن البيان السياسي، "إعلان الوحدة الشعبية"، والذي يدعو إلى التكنوقراطية الاشتراكية الديمقراطية في باكستان الشرقية، وخلالها كان يحاضر في موضوع الفيزياء الهندسية في جامعة دكا.

### النشاط السياسي
بعد حصوله على التقدير والشهرة، دعا ذو الفقار علي بوتو مبشر حسن إلى باكستان الغربية حيث تم تأسيس حزب الشعب الباكستاني في منزله بمساعدة جلال الدين عبد الرحيم. ونظرًا لعلمه الواسع في العلوم والسياسة، أصبح مبشر حسن مستشارًا لبوتو وأحد أقرب الأشخاص الموثوق بهم، وتصرف نيابة عن بوتو في عام 1970 لتشكيل حكومة ائتلافية مع مجيب الرحمن من رابطة عوامي. وبعد حرب شتاء 1971، تم تعيين مبشر حسن وزيرًا للمالية وساعد بوتو في إنشاء وزارة العلوم في عام 1972.

### مشروع القنبلة الذرية
بدأ دوره السياسي في مشروع القنبلة الذرية عام 1972، عندما طلب منه بوتو مقابلة منير أحمد خان من هيئة الطاقة الذرية الباكستانية. ورد بوتو من خلال إلغاء العديد من اللجان التي تتعامل مع الطاقة الذرية في مختلف الوزارات، وأمر وزير المالية حسن بإدارة تمويل مشروع القنبلة الذرية. وفي الوقت نفسه، ذكرت التقارير أن حسن تعاون تعاونًا وثيقًا مع منير أحمد خان بشأن الجوانب الفنية والاقتصادية لمشروع القنبلة الذرية. وظل شخصًا داعمًا وإداريًا في معاهدة الحد من انتشار الأسلحة النووية، وراقب أنشطة الدكتور عبد القدير خان المشبوهة طول عام 1976. ولكن سرعان ما انسحب بعد تحذير بوتو، لذلك، ركز مبشر حسن اهتمامه على جهود هيئة الطاقة الذرية الباكستانية.
في عام 1974، كشف عن مسائل خطيرة مع بوتو بعد إطاحة بوتو بمالك معراج خالد، وهو وزير قانون ماركسي، عندما قرر بوتو توسيع أنشطة التأسيس في الحكومة لمراقبة منافسو بوتو. وفي عام 1974، استقال مبشر حسن من وزارة المالية بعد أن علم بهذا الحادث، ولكنه ظل على ولائه لبوتو. وفي عام 1974، عين بوتو أخيرًا مبشر حسن مستشارًا علميًا له في أمانة رئيس الوزراء. ولأنه مدير الإدارة العلمية، لعب حسن دورًا هامًا في إنشاء مشروع كاهوتا، وتقديم المشورة لبوتو عن مختلف جوانب مشروع القنبلة الذرية. واعترض على فكرة إعطاء مسؤوليات مشروع كاهوتا لسلاح المهندسين، ولكنه عدل عن قراره بسبب بوتو. ومع ذلك، فقد تباطأ التقدم في مشروع القنبلة الذرية بعد أن بدأ الاضطراب المدني المكثف، وتقلصت مصداقية بوتو. وخلال عام 1976، قدم مبشر حسن عدة محاولات غير ناجحة لقيادة التحالف الوطني الباكستاني وقامت الشرطة العسكرية باعتقاله أخيرًا في عام 1977. وتم وضعه في سجن أديالا مع بوتو حيث أمضى سنواته السبعة التالية في السجن حتى بعد إعدام بوتو.

### الأنشطة التي أعقبت الحرب
عقب الإفراج عنه عام 1984، انضم مبشر حسن لكلية الهندسة في جامعة الهندسة والتكنولوجيا، لاهور وعمل أستاذًا للهندسة المدنية. وفي عام 1988، حاولت رئيسة الوزراء بينظير بوتو تعيينه وزيرًا للمالية لكنه رفض بعد أن خططت بينظير لرفع القيود عن الصناعات. وعلى الرغم من اعتزال حسن لأي نشاط سياسي، واصل حسن كتابة المقالات عن الهندسة الهيدروليكية ومشاكلها الرياضية الموسعة. وكتب حسن أيضًا عن القضايا الاقتصادية وظل داعمًا مخلصًا لذو الفقار علي بوتو وسياساته. وكانت تُنشر مقالاته بشكل منتظم في جريدة ذا نيوز إنترناشونال، على الرغم من ارتباطه بحزب الشعب الباكستاني (مرتضى بوتو) منذ بدايته. وفي عام 2011، زار مبشر حسن مسقط رأسه في الهند، حيث دعا إلى تطبيع العلاقات الباكستانية الهندية، وقال ما يلي:

### المؤسسات
- عضو، مؤسسة العلماء الذريين الباكستانية (PASF)
- عضو، جمعية المهندسين المدنيين الباكستانية
- أستاذ، الهندسة المدنية في جامعة الهندسة والتكنولوجيا في لاهور

## الإصدارات

### الكتب وقائمة المصادر
- 2001, Birds of the Indus, Mubashir Hasan, Tom J. Roberts
- 2000, The Mirage of Power, Dr. Mubashir Hassan, PhD, (2000) (ISBN 0-19-579300-5)
- 1989, An Enquiry into the Bhutto Yean, Dr. Mubashir Hassan
- 1986, National unity: what is to be done?, Mubashir Hasan, I. A. Rahman, A. H. Kardar
- 1977, United front for people's democracy
- 1976, Pakistan's illiterate leaders
- 1967, A Declaration of Unity of People
- 1954, On the general education of an engineer